# Sybra auberti
Sybra auberti es una especie de escarabajo del género Sybra, familia Cerambycidae. Fue descrita científicamente por Breuning en 1950.
Habita en Vanuatu. Mide 6-11 mm.